# 2003年全豪オープン
2003年 全豪オープン（2003ねんぜんごうオープン、Australian Open 2003）は、オーストラリア・メルボルンにある「メルボルン・パーク・ナショナルテニスセンター」にて、2003年1月13日から26日にかけて開催された。

## シニア

### 男子シングルス
アンドレ・アガシ def.  ライナー・シュットラー, 6–2, 6–2, 6–1
- アガシは、4大大会通算「8勝」で（当時の）男子歴代6位タイ記録に並んだ。（アガシの4大大会優勝：全豪オープン4勝+全仏オープン1勝+ウィンブルドン1勝+全米オープン2勝＝総計8勝）これがアガシの最後の4大大会優勝になった。

### 女子シングルス
セリーナ・ウィリアムズ def.  ビーナス・ウィリアムズ, 7–6(4), 3–6, 6–4
- 前年の2002年全仏オープンから4大会連続で「ウィリアムズ姉妹対決の決勝」が行われ、妹のセリーナが4連勝を達成。2年にまたがるこの記録を本人が「セリーナ・スラム」と命名した。テニス4大大会での女子シングルス4連勝は、1993年全仏オープンから1994年全豪オープンを連続制覇したシュテフィ・グラフ以来、史上6人目となる。ウィリアムズ姉妹は女子ダブルスも制し、姉妹ダブルスの4大大会優勝は6度目となった。

### 男子ダブルス
ミカエル・ロドラ /  ファブリス・サントロ def.  ダニエル・ネスター /  マーク・ノールズ, 6–4, 3–6, 6–3

### 女子ダブルス
セリーナ・ウィリアムズ /  ビーナス・ウィリアムズ def.  ビルヒニア・ルアノ・パスクアル /  パオラ・スアレス, 4–6, 6–4, 6–3

### 混合ダブルス
マルチナ・ナブラチロワ /  リーンダー・パエス def.  エレニ・ダニリドゥ /  トッド・ウッドブリッジ, 6–4, 7–5

## ジュニア

### 男子シングルス
マルコス・バグダティス def.  フロリン・メルゲア, 6–4, 6–4

### 女子シングルス
バルボラ・ストリコバ def.  ビクトリア・クツゾワ, 0–6, 6–2, 6–2

### 男子ダブルス
Scott Oudsema /  Phillip Simmonds def.  フロリン・メルゲア /  ホリア・テカウ, 6-4 6-4

### 女子ダブルス
ケーシー・デラクア /  Adriana Szili def.  ペトラ・チェトコフスカ /  バルボラ・ストリコバ, 6-3, 4-4 途中棄権